# Astragalus elatior
Astragalus elatior är en ärtväxtart som beskrevs av Siro Kitamura. Astragalus elatior ingår i släktet vedlar, och familjen ärtväxter. Inga underarter finns listade i Catalogue of Life.